# Appetite for Destruction
Appetite for Destruction — дебютный альбом американской хард-рок-группы Guns N’ Roses, выпущенный компанией Geffen 21 июля 1987 года. По одним оценкам, общий тираж пластинки составил 27 миллионов экземпляров, по другим — 32 миллиона. Согласно Billboard 200, это самый успешный дебютный альбом в США по количеству проданных копий.

## История создания альбома
В 1988 году в одном из интервью фронтмен группы Эксл Роуз отметил, что многие из песен, представленных в дебютном творении коллектива были написаны задолго до записи самого альбома во время выступлений по ночным клубам и пабам Лос-Анджелеса. Далее Эксл отметил, что представленные композиции — завершённый вариант многочисленных наработок и дописываний к уже исполнявшимся песням.
Некоторые песни в альбоме отражают реакцию группы на распущенность лос-анджелесского рок-н-рольного общества. На музыку в «Welcome to the Jungle» Роуз написал тексты песни в Сиэтле в память об инциденте в Нью-Йорке. Некоторые из песен повествуют о юношеских годах участников группы, а таких как композиция «Out ta Get Me», сосредотачивающаяся в своей тематике на постоянных неприятностях певца Эксла Роуза с законом в штате Индиана. Группа также посвящала различные композиции, такие как «Sweet Child o' Mine», «Think About You», «My Michelle», «You’re Crazy», «Rocket Queen» различным представительницам женского пола.

## Обложка альбома
Первоначально на обложке альбома был помещён рисунок Роберта Уильямса (Robert Williams), изображавший монстра с кинжалами вместо зубов, нападающего на робота, склонившегося над бесчувственной женщиной в разорванном платье и со спущенными трусами. Многочисленные жалобы от различных религиозных и общественных организаций вынудили многие магазины продавать диски завёрнутыми в коричневую бумагу или как-то иначе закрывать рисунок, или вообще отказаться от продажи альбома. В результате дизайн обложки был изменён — на него поместили рисунок татуировки, которую сделал себе Эксл. Она изображает головы участников группы в виде черепов, расположенные на фоне креста. Рисунок, который был на обложке первоначально, был впоследствии напечатан внутри вкладыша компакт-диска.

## Критика
Альбом получил в целом положительные отзывы музыкальных критиков. Марк Берроуз из Drowned in sound оценил альбом на 10 из 10 баллов и сказал, что «даже тридцать лет спустя "Appetite For Destruction" по-прежнему вызывает острые ощущения, сочетая характер и правильный вокал, что очень немногие группы когда-либо делали так идеально».

## Участники записи
Guns N' Roses
- Эксл Роуз — вокал, бэк-вокал, синтезатор, перкуссия
- Слэш — соло-гитара, ритм-гитара, акустическая гитара
- Иззи Стрэдлин — ритм-гитара, соло-гитара, бэк-вокал, перкуссия
- Дафф МакКаган — бас-гитара, бэк-вокал
- Стивен Адлер — ударные

## Список композиций
| №   | Название                | Текст песни     | Музыка                         | Длительность |
| --- | ----------------------- | --------------- | ------------------------------ | ------------ |
| 1.  | «Welcome to the Jungle» | Роуз            | Роуз, Слэш                     | 4:34         |
| 2.  | «It’s So Easy»          | МакКаган, Аркин | МакКаган, Уэст Аркин           | 3:22         |
| 3.  | «Nightrain»             | Роуз, МакКаган  | Роуз, Слэш, Стрэдлин, МакКаган | 4:28         |
| 4.  | «Out ta Get Me»         | Роуз, Стрэдлин  | Роуз, Слэш, Стрэдлин           | 4:23         |
| 5.  | «Mr. Brownstone»        | Стрэдлин        | Слэш, Стрэдлин                 | 3:48         |
| 6.  | «Paradise City»         | Роуз, МакКаган  | Роуз, Слэш, Стрэдлин, МакКаган | 6:46         |
| 7.  | «My Michelle»           | Роуз            | Роуз, Стрэдлин                 | 3:39         |
| 8.  | «Think About You»       | Стрэдлин        | Стрэдлин                       | 3:51         |
| 9.  | «Sweet Child o’ Mine»   | Роуз            | Роуз, Слэш, Стрэдлин           | 5:56         |
| 10. | «You’re Crazy»          | Роуз, Стрэдлин  | Роуз, Слэш, Стрэдлин           | 3:17         |
| 11. | «Anything Goes»         | Роуз, Стрэдлин  | Роуз, Стрэдлин, Крис Вебер     | 3:26         |
| 12. | «Rocket Queen»          | Роуз            | Роуз, Слэш, Стрэдлин           | 6:13         |

## Достижения
- В 1989 году альбом занял 27 место среди лучших альбомов 1980-х по версии журнала Rolling Stone.
- В 2002 году альбом занял 17-ю позицию в рейтинге «100 лучших рок-альбомов всех времён» по версии журнала Classic Rock[7].
- В 2003 году Appetite for Destruction стал 61-м среди 500 величайших альбомов по версии Rolling Stone[8].
- В 2004 году по результатам голосования читателей журнала Metal Hammer альбом занял первое место среди величайших альбомов всех времён.
- В 2011 году читатели интернет-издания Music Radar поставили альбом на третье место в списке «50 величайших хэви-метал альбомов всех времен»[9].
- Альбом занял третье место в списке из 26 альбомов, подготовленных по результатам голосования представителями музыкальной индустрии, исполнителями и руководством трёх подразделений MTV — MTV2, VH1 и MTV Base. В него вошли альбомы, выпущенные с 1981 года, когда был создан MTV.[10]
- Является самым успешным дебютным альбомом всех времён, число проданных пластинок превышает 33 миллиона копий[9].

## Позиции в хит-парадах
| Чарт                     | Высшая позиция |
| ------------------------ | -------------- |
| Australian Albums Chart  | 7              |
| Austrian Albums Chart    | 3              |
| Canadian Albums Chart    | 7              |
| Dutch Albums Chart       | 3              |
| French Albums Chart      | 166            |
| German Albums Chart      | 11             |
| Irish Albums Chart       | 11             |
| Italian Albums Chart     | 58             |
| New Zealand Albums Chart | 1              |
| Norwegian Albums Chart   | 9              |
| Swedish Albums Chart     | 32             |
| Swiss Albums Chart       | 7              |
| UK Albums Chart          | 5              |
| US Billboard 200         | 1              |

| Хит-парад (1989)       | Позиция |
| ---------------------- | ------- |
| Европа (Music & Media) | 14      |

## Сертификации
| Регион | Сертификация     | Продажи     |
| --- | ---------------- | ----------- |
| Аргентина (CAPIF) | 3× Платиновый    | 180 000^    |
| Австралия (ARIA) | Платиновый       | 70 000^     |
| Австрия (IFPI Austria)                                                                                                   | Платиновый       | 50 000*     |
| Бразилия (ABPD) | Платиновый       | 250 000*    |
| Канада (Music Canada) | Бриллиантовый    | 1 000 000^  |
| Финляндия (Musiikkituottajat)                                                                                            | Золотой          | 25,000      |
| Франция (SNEP) | 2× Золотой       | 200 000*    |
| Германия (BVMI) | Платиновый       | 500 000^    |
| Япония (RIAJ) | Платиновый       | 200 000^    |
| Италия (FIMI) | Золотой          | 50 000*     |
| Мексика (AMPROFON) | Золотой          | 100 000^    |
| Новая Зеландия (RMNZ) | 5× Платиновый    | 75 000      |
| Швеция (GLF) | Золотой          | 50 000^     |
| Швейцария (IFPI Switzerland)                                                                                             | Платиновый       | 50 000^     |
| Великобритания (BPI) | 4× Платиновый    | 1,945,240   |
| США (RIAA) | 2× Бриллиантовый | 20 000 000^ |
| * Данные о продажах приведены только на основе сертификации. ^ Данные о тиражах приведены только на основе сертификации. |                  |             |